# République chrétienne
Ne doit pas être confondu avec Res Publica Christiana.
Cet article concerne le concept de république chrétienne comme système de gouvernement. Pour la période de l'histoire du canton suisse de Fribourg, voir Georges Python.
Une république chrétienne est un système de gouvernement qui associe christianisme et républicanisme. Jean-Jacques Rousseau et John Locke considéraient tous deux l'idée comme une impossibilité, un oxymore, mais pour des raisons différentes.

## Question de la compatibilité du républicanisme et du christianisme
Dans sa Lettre sur la tolérance, Locke écrit que « sous l'Évangile, il n'y a rigoureusement point de république chrétienne. » Il veut dire par là que l'autorité politique ne peut trouver de fondement valide dans le christianisme. Rousseau, dans le Contrat social (livre IV, chapitre 8), déclare comme en écho : « je me trompe en disant une république chrétienne ; chacun de ces deux mots exclut l’autre. » Mais son argument, légèrement différent, est qu'il n'est pas possible de donner forme à une identité civique sur la base du christianisme,, qu'il y a opposition entre l'universalisme chrétien et la construction d'une cohésion sociale.
La thèse de Rousseau est que christianisme et républicanisme sont incompatibles parce qu'ils imposent à l'homme vertueux des exigences différentes. Le christianisme, selon lui, réclame la soumission à l'autorité imposée, la résignation et le souci premier de l'au-delà ; le républicanisme en revanche implique la participation, plutôt que la soumission, et de se préoccuper d'abord de l'ici-bas. Cette position ne fait pas l'unanimité et a été contestée du vivant de Rousseau, entre autres par son ami Antoine-Jacques Roustan dans sa réponse au Contrat social,,.
La thèse de Rousseau trouve une base dans les écrits antérieurs de Nicolas Machiavel,,, en qui il voyait un « bon citoyen et honnête homme » et qui fut avec Montesquieu l'une des sources de sa philosophie républicaine. Dans ses Discorsi, Machiavel relève que la pratique du christianisme s'est écartée de ses idéaux fondateurs et que la corruption qui s'est ensuivie, combinée aux idéaux politiques séculiers, a conduit à quelque chose qui n'est ni de bonne religion, ni de bonne politique,,. De plus, soutient-il, bien que le christianisme ne fasse pas obstacle à l'amour de la patrie, il exige des citoyens qu'ils soient prêts à supporter les atteintes au gouvernement républicain, alors qu'en république la plus grande des vertus civiques consiste à se montrer sans pitié pour les ennemis de la cité et à mettre à mort ou réduire en esclavage les habitants de la cité adverse vaincue.
À la suite de Machiavel et jusqu'à Alexis de Tocqueville, de nombreux théoriciens de la république ont partagé les préoccupations de Rousseau sur le caractère mutuellement exclusif du républicanisme et du christianisme.